# کامبرلند
کامبرلند (به انگلیسی: Cumberland) یک شهرستان تاریخی در شمال غربی انگلستان است که جمعیت آن در سرشماری سال ۲۰۱۰ میلادی، ۲۰٬۸۵۹ نفر بوده‌است.